# Seznam županov Mestne občine Maribor
Seznam županov in mestnih sodnikov Maribora

## Mestni sodniki
Prvi znani mariborski mestni sodnik je Urh (Ulrik), omenjen leta 1243. Ta letnica je zabeležena tudi na stropu svečane dvorane v Rotovžu. Znani so sto štirje mestni sodniki. Nekateri so dolžnost mestnega sodnika opravljali večkrat. V seznamu je poleg imena mestnega sodnika navedeno leto njegove prve omembe. 
- Urh (Ulrich), 1243
- Walker, 1273
- Markvard, 1283
- Leopold Wackerzeil, 1289
- Rudolf,	1301
- Merhel Wackerzeil, 1307
- Lube Cvetnik, 1311
- Nikolaj Cvetnik, 1322
- Janez Wackerzeil, 1323
- Ebrhard
- Janez Cirol, 1334
- Nikolaj Wackerzeil, 1335
- Jakob Grudel, 1339
- Viljem,	1341
- Paltram Wackerzeil, 1344
- Nikolaj Petzold, 1349
- Nikolaj Wolf, 1361
- Henrik Rechner, 1369
- Henrik Kozirep, 1370
- Matej König (Mathias König),1375
- Henrik Kozirep, 1380
- Gilg Slachenochs, 1381
- Nikolaj Pirpawn, 1385
- Matej König, 1388
- Ulrik Pirpawn, 1393
- Matej König, 1394
- Friderik Spittaler, 1397
- Matej König, 1399
- Filip, 1413
- Nikolaj Walh, 1414
- Rajnhard von Strassburg, 1423
- Nikolaj Walh, 1427
- Peter Vischer, 1428
- Jurij Stur, 1431
- Martin Hechtel, 1444
- Miha Gwentler, 1445
- Andrej Vischer, 1450
- Krištof Seeleiter, 1455
- Erhard Chol, 1460
- Jurij Aicher, 1463
- Seebald Mitterhueber (Sebald Mitterhüber), 1465
- Jurij Aicher, 1467
- Lenart Igelshofer (Leonhard Igelshofer), 1471
- Leonhart Seidenschwanz, 1472
- Luka Jurčič, 1479
- Benedikt Sattl (Benedict Satl), 1482
- Matevž Reutzinger, 1486
- Gregor Sobotnik, 1487
- Boštjan Wagner, 1487
- Bernardin Druckher, 1489
- Tomaž Puecher (Thomas Puecher), 1492
- Ivan von Schrattenbach (Hans Schrattenbach), 1493
- Tomaž Purcher, 1499
- Jurij Sailer, 1500
- Jurij Kamerer, 1501
- Peter Wernheer (Bernard), 1504
- Peter Verner Preiss, 1505
- Vincenc Schrattenpach, 1506
- Ožbalt Pewlinger, 1509
- Peter Verner Preys, 1513
- Ožbalt Pewlinger, 1518
- Primož Huernas,	1521
- Ožbalt Pewlinger, 1522
- Krištof Wildenrainer (Christof Wildenrainer), 1523
- Primož Huernas (Hornuš), 1524
- Ivan Weiss, 1526
- Primož Huernas, 1527
- Matevž Wiener (Mathes Wiener), 1527
- Krištof Wildenrainer, 1529
- Rok Wienner, 1532
- Krištof Wildenrainer, 1532
- Jurij Krejač, 1535
- Gregor Kaluder, 1536
- Koloman Holtzmann, 1539
- Erhard Wuensab, 1541
- Koloman Holtzmann, 1542
- Rupert Haidfalk, 1545
- Krištof Hueber (Christof Hueber), 1546
- Ivan Haller, 1550
- Primož Hornuš, 1551
- Koloman Holzmann, 1554
- Jurij Delsago, 1560
- Matevž Gobernik, 1561
- Franz Wildenreiner, 1564
- Sigmund Wildenreiner, 1566
- Baltazar Herbstberger, 1574
- Boštjan Wagner, 1586
- Anton Haidfalk, 1589
- Jernej Pistor, 1590
- Andrej Kropfl, 1591
- Luka Hofer, 1597
- Andrej Storch (Andreas Storch), 1601
- Matija Müller (Mathes Duller), 1613
- Ivan Glades (Hanns Glades), 1638
- Ivan (Hans) Kasoll, 1641
- Mihael Poljan (Michael Pollian), 1644
- Jurij Stradjoth, 1653
- Ivan Černko, 1654
- Urban Terbič, 1655
- Tomaž Niederl, 1658
- Andreas Mentner, 1660
- Valentin de Beurgo, 1670
- Ivan Drašič (Hans Draschitsch), 1676
- Ivan Kislbrief, 1677
- Jurij Haller (Georg Haller), 1680
- Lenart Kebrič, 1687
- Krištof Piso (Christof Piso), 1688
- Leopold Schweighofer (Leopold Schwaighofer), 1689
- Janez Melchior Rampfl, 1703
- Ivan Kenkl, 1706
- Andrej Šlosgo (Andrä Schloßgo), 1711
- Ivan Severin Ekert, 1717
- Ivan Jurij Miketič 1731
- Ivan Turnberger (Johann Tűrnberger), 1736
- Franc Caccia, 1742
- Ivan Mihael Aichmajer (Johann Michael Aichmaier), 1746
- Desiderij Duha (Desiderius Duhn), 1747
- Ivan Leopold Pilgram, 1748
- Desiderij Duhn (Desiderius Duhn), 1753
- Ivan Leopold Pilgram (Johann Leopold Pilgram), 1756
- Ivan Anton Kuglmayr (Johann Anton Kugelmaier), 1761
- Franc Krištof Menz, 1766
- Jožef Matija Majer (Matthäus Maier), 1777
- Ivan Leopold Pilgram, 1778
- Jožef Remiz, 1792

## Župani
Prvi mariborski župan je postal leta 1798 Jožef Altmann. Po prvi in drugi svetovni vojni v Mariboru ni bilo župana. V seznamu so navedene osebnosti, ki so opravljale dolžnosti, primerljive z županskimi in letnice njihovega imenovanja. Leta 1989 je takratni podpredsednik skupščine nekaj časa opravljal dolžnosti predsednika.
- Jožef Altmann, 1798
- Franc Lindner, 1802
- Ivan Jurij Ferlinz, 1802
- Karl Kuglmayer, 1810
- Franc Mühlstejn (Műhlstein), 1814
- Vincenc Tautscher, 1815
- Anton Gamilschegg, 1834
- Otmar Reiser, 1850
- Andreas Tappeiner, 1861
- Jožef Bancalari, 1867
- Matevž Reiser, 1870
- Ferdinand Duchatsch, 1883
- Aleksander Nagy, 1886
- Ivan Schmiderer, 1902
- Vilko Pfeifer, 1919 (vladni komisar)
- Josip Leskovar, 1920 (vladni komisar)
- Ivan Poljanec, 1921 (vladni komisar)
- Viktor Grčar, 1921
- Josip Leskovar, 1924
- Alojzij Juvan, 1927
- Franjo Lipold, 1931 (mestni načelnik)
- Alojzij Juvan, 1935 (predsednik mestne občine)
- Fritz Knaus, 1941
- Štefan Pavšič, 1945 (komandant komande mesta)
- Karel Rakuša, 1945 (predsednik mestnega ljudskega odbora)
- Miloš Ledinek, 1952 (predsednik mestnega ljudskega odbora)
- Janko Markič, 1963 (predsednik mestnega sveta)
- Vera Kolarič, 1964 (predsednica mestnega sveta)
- Mirko Žlender, 1967 (predsednik skupščine občine)
- Stojan Požar, 1972 (predsednik skupščine občine)
- Vitja Rode, 1974 (predsednik skupščine občine)
- Rafael Razpet, 1978 (predsednik skupščine občine)
- Slavko Soršak, 1984 (predsednik skupščine občine)
- Emil Tomažič, 1988 (predsednik skupščine občine)
- Matija Malešič, 1989 (podpredsednik skupščine občine)
- Magdalena Tovornik, 1990 (predsednica skupščine mesta)
- Alojz Križman, 1994
- Boris Sovič, 1998
- Franc Kangler, 2006
- Andrej Fištravec, 2013
- Aleksander Saša Arsenovič, 2018